# Maryna Gąsienica-Daniel
Maryna Gąsienica-Daniel (Zakopane, 19 febbraio 1994) è una sciatrice alpina polacca.

## Biografia
Maryna Gąsienica-Daniel, originaria di Zakopane, proviene da una famiglia di grandi tradizioni negli sport invernali: è sorella della sciatrice alpina Agnieszka e nipote del saltatore con gli sci Andrzej, della fondista Helena, della sciatrice alpina Maria e del combinatista nordico Józef.

### Stagioni 2010-2014
Attiva in gare FIS dal novembre del 2009, la Gąsienica-Daniel ha esordito in Coppa Europa il 4 dicembre 2009 a Lillehammer Kvitfjell in slalom gigante e in Coppa del Mondo il 28 dicembre 2011 a Lienz nella medesima specialità, in entrambi i casi senza completare la prova.
Ha debuttato ai Campionati mondiali a Schladming 2013, dove si è classificata 34ª nello slalom gigante e non ha completato lo slalom speciale, e ai Giochi olimpici invernali a Soči 2014, piazzandosi 32ª nello slalom gigante e non completando il supergigante e lo slalom speciale.

### Stagioni 2015-2025
Ai Mondiali di Vail/Beaver Creek 2015 si è classificata 34ª nel supergigante, 38ª nello slalom gigante e 35ª nello slalom speciale, mentre a quelli di Sankt Moritz 2017 è stata 32ª nel supergigante, 32ª nello slalom gigante, 23ª nella combinata e non ha completato lo slalom speciale. Ai XXIII Giochi olimpici invernali di Pyeongchang 2018 è stata 24ª nella discesa libera, 26ª nel supergigante, 27ª nello slalom gigante e 16ª nella combinata.
Il 16 marzo 2018 ha colto a Soldeu in slalom gigante il suo primo podio in Coppa Europa (2ª) e il 13 dicembre dello stesso anno la prima vittoria nel circuito, ad Andalo/Paganella nella medesima specialità; ai Mondiali di Åre 2019 si è classificata 32ª nello slalom gigante, 21ª nella combinata e non ha completato il supergigante, mentre a quelli di Cortina d'Ampezzo 2021 si è piazzata 27ª nel supergigante, 6ª nello slalom gigante, 12ª nella combinata e 8ª nello slalom parallelo. Ai XXIV Giochi olimpici invernali di Pechino 2022 è stata 26ª nel supergigante, 8ª nello slalom gigante e 10ª nella gara a squadre, mentre ai Mondiali di Courchevel/Méribel 2023 si è classificata 10ª nello slalom gigante, 11ª nella combinata, 5ª nel parallelo, 9ª nella gara a squadre e non ha completato il supergigante e a quelli di Saalbach-Hinterglemm 2025 si è piazzata 28ª nel supergigante, 15ª nello slalom gigante e 10ª nella gara a squadre.

## Palmarès

### Coppa del Mondo
- Miglior piazzamento in classifica generale: 33ª nel 2022

### Coppa Europa
- Miglior piazzamento in classifica generale: 9ª nel 2019
- 6 podi:
  - 4 vittorie
  - 2 secondi posti

#### Coppa Europa - vittorie
| Data             | Località         | Paese   | Specialità |
| ---------------- | ---------------- | ------- | ---------- |
| 13 dicembre 2018 | Andalo/Paganella | Italia  | GS         |
| 14 dicembre 2018 | Andalo/Paganella | Italia  | GS         |
| 16 dicembre 2020 | Hippach          | Austria | GS         |
| 17 dicembre 2020 | Hippach          | Austria | GS         |

Legenda:

GS = slalom gigante

### Nor-Am Cup
- Miglior piazzamento in classifica generale: 68ª nel 2018

### Australia New Zealand Cup
- Miglior piazzamento in classifica generale: 9ª nel 2017
- 4 podi:
  - 3 secondi posti
  - 1 terzo posto

### Campionati polacchi
- 9 medaglie:
  - 2 ori (slalom gigante nel 2015; super gigante nel 2025)
  - 3 argenti (supergigante nel 2012; supergigante, combinata nel 2015)
  - 4 bronzi (slalom gigante, slalom speciale nel 2012; supergigante, slalom gigante nel 2013)